# Francis Byrne (homme politique québécois)
Pour les articles homonymes, voir Byrne et Francis Byrne.
Ne doit pas être confondu avec Frank Byrne (en), politicien australien.
Francis Byrne, né le 7 décembre 1877 à Charlesbourg et mort à Québec le 24 mars 1938, est un cultivateur, marchand de bois et homme politique québécois, connu pour avoir été maire de Charlesbourg de 1921 à 1931, puis maire de Québec-Ouest de 1932 à 1936. Il a aussi été député libéral à l'Assemblée nationale.

## Biographie
Francis Byrne est né le 7 décembre 1877 à Charlesbourg, de Michel Byrne, un cultivateur et de Mary Conway. Il est baptisé sous le nom de François-Joseph Byrne. Il fait ses études à l'école paroissiale de Charlesbourg et devient cultivateur et marchand de bois. Il est président de la Frank Byrne Co. Ltd. et de la Victoria Hotel Co. Ltd. et fonde la Société des Éleveurs, dont il devient le premier président. Il co-fonde 1923 l'Hôpital de l'Enfant-Jésus à Québec et en devient le directeur. Il participe aussi dans le Club des journalistes de Québec et la Commission de l'Exposition provinciale.
Il joint le conseil municipal de la ville de Charlesbourg en 1920, et devient maire de la ville l'année suivante, jusqu'en 1931. Il est au même moment conseiller municipal à Québec-Ouest de 1924 à 1932, puis en devient aussi maire en 1932, jusqu'en 1936. Il est élu dans le district électoral de Québec sous la bannière du parti libéral en 1935, mais est défait l'année suivante.
Il est mort à Charlesbourg le 24 mars 1938 à l'âge de 60 ans et 3 mois et est enterré au cimetière Saint-Charles-Borromée. Il avait marié dans la paroisse Saint-Charles-de-Limoilou Agnès Dundon le 16 avril 1907, fille de John Dundon et Mary Byrne.

## Postérité
Depuis le 16 décembre 1985, une voie du quartier Charlesbourg à Québec porte son nom, la rue Francis-Byrne.